# Frikkie de Beer
Frederik de Beer (Sudáfrica, 3 de agosto de 1991), más conocido como Frikkie de Beer, es un jugador profesional sudafricano de rugby que se desempeña en la posición de pilar derecho en Houston SaberCats, equipo perteneciente a la liga Major League Rugby.

## Carrera
En 2020, de Beer se unió al equipo Los Angeles Giltinis (2020-2021), después pasó a Houston SaberCats, con el cual disputa su cuarta temporada en la Major League Rugby.